# Lactase
Lactase là một loại enzyme được sản xuất bởi nhiều sinh vật. Chúng nằm trong riềm bàn chải trong ruột non ở người và động vật có vú khác. Lactase là cần thiết để có thể tiêu hóa hoàn toàn sữa nguyên chất; chúng giúp phân giải lactose, một đường đặc trưng trong sữa. Thiếu lactase, một người khi tiêu thụ sản phẩm sữa có thể gặp các vấn đề của chứng không dung nạp lactose. Lactase có thể được mua dưới dạng thực phẩm bổ sung hoặc được thêm vào sữa để tạo ra các sản phẩm sữa "không có lactose".
Lactase (còn được gọi là lactase-phlorizin hydrolase, hay LPH), là một phần của họ enzyme β-galactosidase, là một enzyme glycoside hydrolase tham gia vào quá trình thủy phân của đường đôi lactose thành hai đường đơn là galactose và glucose. Lactase có mặt chủ yếu dọc theo riềm bàn chải của các tế bào ruột được biệt hóa tạo thành lớp lông nhung của ruột non. Ở người, lactase được mã hóa bởi gen LCT.

## Sử dụng

### Sử dụng trong thực phẩm
Lactase là một loại enzyme mà không phải ai cũng có thể sản xuất trong ruột non của họ. Nếu không có lactase, họ không thể phá vỡ lactose tự nhiên có trong sữa, và điều này khiến họ có thể bị tiêu chảy, đầy hơi và bị phù khi uống sữa. Lactase được thêm vào sữa để trung hòa lactose tự nhiên được tìm thấy trong sữa, khiến nó có vị ngọt nhẹ nhưng dễ tiêu hóa bởi mọi người, đây gọi là "sữa không lactose". Nếu không có lactase, đường lactose khi vào cơ thể sẽ không được tiêu hóa và được đưa tới ruột già, ở đây vi khuẩn sẽ phân giải nó tạo ra carbon dioxide và dẫn đến đầy hơi và bị phù.

### Sử dụng trong y tế
Bổ sung lactase đôi khi được sử dụng để điều trị cho những bệnh nhân không dung nạp lactose.

### Sử dụng trong công nghiệp
Lactase được sản xuất thương mại có thể được chiết xuất từ cả hai loại men như Kluyveromyces fragilis và Kluyveromyces lactis và từ các khuôn như Aspergillus niger và Aspergillus oryzae. Việc sử dụng thương mại chính của nó, có trong các chất bổ sung như Lacteeze và Lactaid, là giúp phá vỡ lactose trong sữa để phù hợp với những người không dung nạp lactose, tuy nhiên, Cơ quan Quản lý Thực phẩm và Dược phẩm Hoa Kỳ chưa chính thức đánh giá tính hiệu quả của các sản phẩm này.
Lactase cũng được sử dụng để sàng lọc các khuẩn lạc màu trắng xanh ở nhiều vị trí nhân bản của các vector plasmid khác nhau trong Escherichia coli hoặc các vi khuẩn khác.